# حیوان‌هراسی
حیوان‌هراسی یا زوفوبیا رده ای از هراس‌های ویژه از جانوران خاص، یا ترس غیرمنطقی یا به صورت ساده‌تر نفرت از جانوران غیر انسان است. برای نمونه می‌توان به عنکبوت‌هراسی، ترس از پرندگان یا زنبورها اشاره کرد (فهرست هراس‌ها).
زیگموند فروید گفته‌است که ترس از حیوانات یکی از شایع‌ترین بیماری‌ها در میان کودکان است. حیوان‌هراسی مربوط به جانوران خطرناک یا ترسناک نیست برای نمونه ترس از گرگ، دینگو یا کایوت در ردهٔ حیوان‌هراسی قرار نمی‌گیرد.